# مريم حويج
مريم حويج (ولدت في 8 أغسطس 1994) هي لاعبة كرة قدم نسائية تونسية تشغل مركز مهاجمة وتلعب حاليا في دوري الدرجة الأولى التركي لكرة القدم للسيدات لصالح فريق أتاشهير بيليديسبور مع القميص رقم 10.

## حياة خاصة
ولدت مريم حويج في سوسة بتونس في 8 أغسطس 1994.

## الاحتراف

### النادي
لعبت في بطولة الدرجة الثانية الفرنسية لكرة القدم للسيدات - المجموعة «ب» للنادي الفرنسي أف سي فيندنهايم. توجت في 13 مباراة في موسم 2017-18.
انضمت حويج إلى فريق مدينة اسطنبول أتاشهير بيليديسبور يوم 20 يوليو 2018. شاركت في الدور التأهيلي لدوري أبطال أوروبا للسيدات 2018-2019 . لعبت في جميع المباريات الثلاث في جولة التصفيات، وسجلت هدفين.
| تاريخ              | مكان                                          | الخصم                   | منافسة                            | نتيجة              | أهداف مسجلة        |   |
| أتاشهير بيليديسبور | أتاشهير بيليديسبور                            | أتاشهير بيليديسبور      | أتاشهير بيليديسبور                | أتاشهير بيليديسبور | أتاشهير بيليديسبور |   |
| ------------------ | --------------------------------------------- | ----------------------- | --------------------------------- | ------------------ | ------------------ | - |
| 13 أغسطس 2018      | ثالثًا. ملعب كيروليتي تي في إي، بودابست، المجر | نادي ميتروفيكا الكوسوفي | دوري أبطال أوروبا للسيدات 2018–19 | فوز 6–1            | 2                  | 2 |

### على الصعيد العالمي
كانت لاعبة في منتخب تونس لكرة القدم للسيدات في تصفيات بطولة أفريقيا لكرة القدم للسيدات 2014، لعبت في كل مباراتين في كل من الدور الأول والثاني، وسجلت هدفا واحدا.
| تاريخ                         | مكان                          | الخصم                         | منافسة                                       | نتيجة                         | أهداف مسجلة                   |   |
| منتخب تونس لكرة القدم للسيدات | منتخب تونس لكرة القدم للسيدات | منتخب تونس لكرة القدم للسيدات | منتخب تونس لكرة القدم للسيدات                | منتخب تونس لكرة القدم للسيدات | منتخب تونس لكرة القدم للسيدات |   |
| ----------------------------- | ----------------------------- | ----------------------------- | -------------------------------------------- | ----------------------------- | ----------------------------- | - |
| 1 مارس 2014                   | ملعب 15 أكتوبر، بنزرت، تونس   | مصر                           | تصفيات بطولة أفريقيا لكرة القدم للسيدات 2014 | تعادل 2–2                     | 1                             | 1 |

## الإحصائيات المهنية
آخر تحديث المباراة التي تم لعبها في 1 مارس 2020..
| النادي             | الموسم    | الدوري             | الدوري  | الدوري | القاري  | القاري | الوطني  | الوطني | مجموع   | مجموع |
| النادي             | الموسم    | درجة               | مشاركات | أهداف  | مشاركات | أهداف  | مشاركات | أهداف  | مشاركات | أهداف |
| ------------------ | --------- | ------------------ | ------- | ------ | ------- | ------ | ------- | ------ | ------- | ----- |
| أتاشهير بيليديسبور | 2018–19   | دوري الدرجة الأولى | 16      | 15     | 3       | 2      |         |        | 19      | 17    |
| أتاشهير بيليديسبور | 2019-2020 | دوري الدرجة الأولى | 14      | 17     | -       | -      |         |        | 14      | 17    |
| أتاشهير بيليديسبور | مجموع     | مجموع              | 30      | 32     | 3       | 2      |         |        | 33      | 34    |